# Auguste Bougourd
 (avril 2020).
Si vous disposez d'ouvrages ou d'articles de référence ou si vous connaissez des sites web de qualité traitant du thème abordé ici, merci de compléter l'article en donnant les références utiles à sa vérifiabilité et en les liant à la section « Notes et références ».
Auguste Bougourd, né à Pont-Audemer en 1830 et mort à Toulon en 1917, est un graveur et peintre paysagiste français.   

## Biographie
Auguste Bougourd est né à Pont-Audemer le 28 juillet 1830.
Issu d’une lignée de négociants venus de Honfleur alliée à une famille enrichie dans l’industrie du cuir, le père d’Auguste Bougourd a épousé Sophie-Victoire Lambert, dont la mère est à la tête d’une banque. Mais il meurt alors qu’Auguste, né en 1830, n’a que vingt-deux ans. C’est donc avant tout comme patron des entreprises  Bougourd-Lambert que, durant quatre décennies, Auguste Bougourd sera connu des habitants de sa ville natale, Pont-Audemer.
Cette famille de grands bourgeois affectionne les arts. Auguste a, dès son enfance, un maître de dessin. Il apprend aussi le piano et la composition avec Antoine Orlowski (1811-1861), ami de Chopin et de Flaubert, directeur de l’opéra de Rouen.
Auguste Bougourd a mis du temps à faire un choix entre la musique et la peinture. Une notice biographique publiée en 1857, indique qu’ « il s’occupa d’abord de peinture et de dessin, mais attiré irrésistiblement vers la musique, il s’y livra exclusivement. » Mais en 1869 lui même écrit : « Après avoir été quelque peu soldat au 1er régiment d’infanterie légère, compositeur de musique, voire même [sic] industriel, je me retrouve aujourd’hui, et pour toujours cette fois, peintre de paysage, et marié à une mienne cousine, la fille de monsieur Louis Fortuné Brunet-Debaines,.»
Son mariage avec Louise-Eugénie Brunet-Debaines en 1853 fait apparaître des liens avec un milieu dont plusieurs membres sont passés par l’École des beaux-arts. Son beau-père, Charles-Fortuné Louis Brunet-Debaines, est architecte ; il est en 1860 architecte de l’Hôtel des Invalides à Paris. Son beau-frère, Alfred Brunet-Debaines, de quinze ans son cadet, est un graveur talentueux rapidement parvenu à la notoriété. Selon des témoignages familiaux, une amicale concurrence artistique stimulait les deux hommes.
Cependant le passage dans l’atelier de Bellel semble fondamental  dans la formation d’Auguste Bougourd. C’est toujours comme « élève de Bellel » qu’il apparaît dans le catalogue des œuvres présentées au salon de Paris. Jean-Joseph Bellel (1816-1898) est l’un des derniers représentants de la tradition du « paysage composé ». Mais dans les quelques œuvres aujourd’hui visibles au musée Alfred-Canel de Pont-Audemer, comme la Vallée des Préaux en 1870, il est difficile de repérer l’influence de Bellel.   

### La période normande

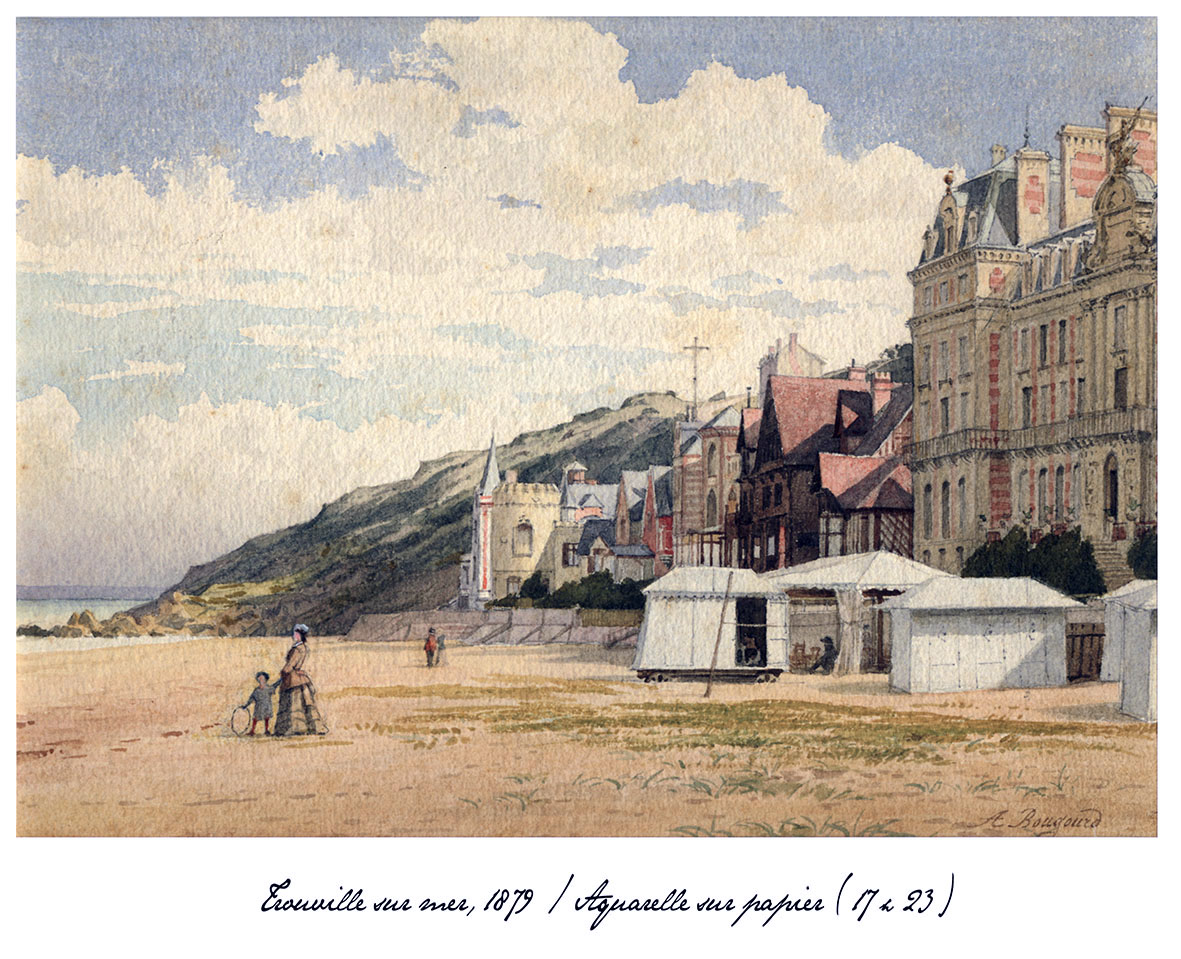
La plage de Trouville, aquarelle sur papier, 1979.

C’est en 1856 que commence dans les collections familiales la série des aquarelles datées, comme si Auguste avait soudainement délaissé la musique pour se remettre à la peinture. Ce tournant décisif dans son activité artistique s’explique peut-être par la recherche d’un dérivatif au drame qu’a constitué pour lui le décès brutal de son fils Raoul-Auguste, à dix-neuf mois, d’une péritonite. Bien que beaucoup d’aquarelles ne soient pas datées, elles semblent à partir de cette date se succéder à un rythme régulier, et dans ces années 1850-1860, nous montrent Auguste parcourant la vallée de la Risle et la Normandie, de Dieppe à Cherbourg. Si les images de l’arrière-pays dominent, il ne dédaigne ni les ports, ni les côtes rocheuses. Mais aucune image connue de Honfleur.

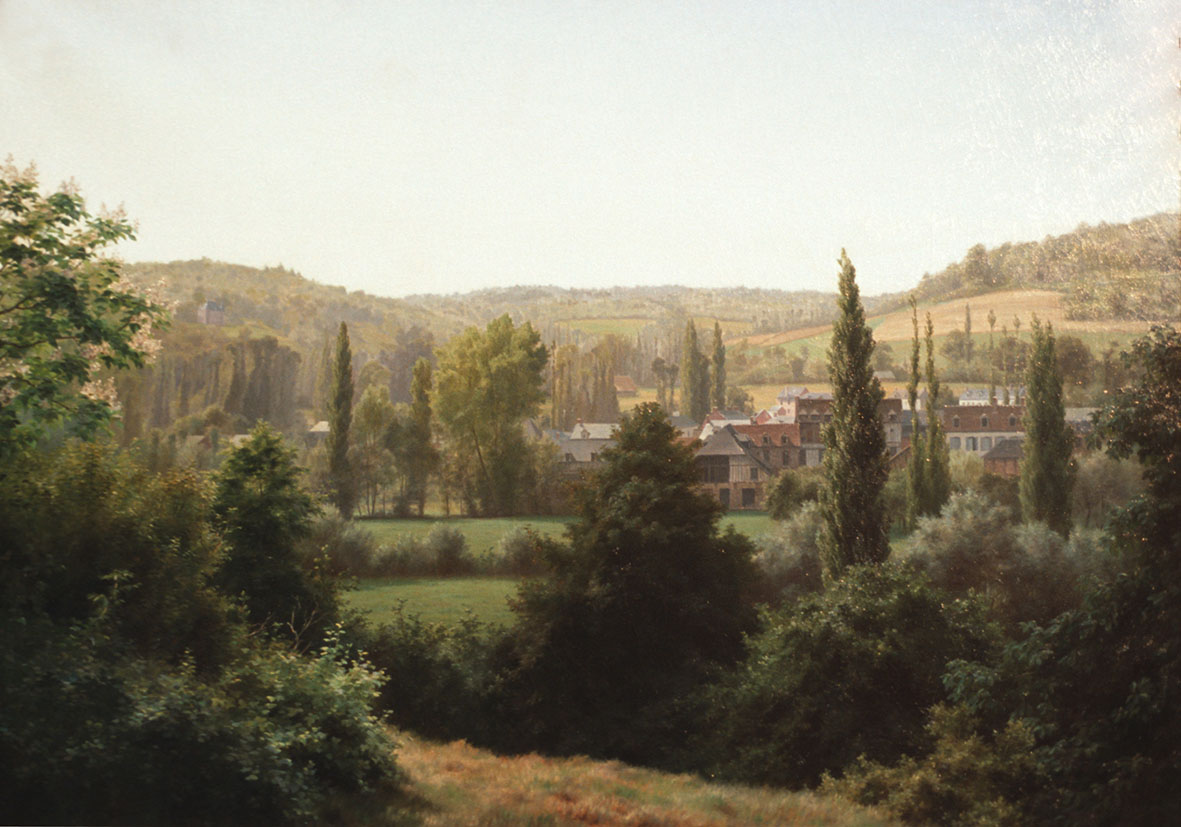
Les Préaux, près Pont-Audemer, 1870

### Les salons
Auguste Bougourd présente des œuvres au Salon parisien durant vingt-deux ans, de 1865 à 1887, soit vingt-huit peintures, un dessin au fusain et vingt-quatre aquarelles. Les informations sont très rares sur cet aspect de son œuvre, puisque la plus grande part de cette production, sans doute donnée au fur et à mesure à ses amis, n’est pas localisée ou reproduite. Une seule est aujourd'hui bien connue, car visible au musée Canel de Pont-Audemer, Dans son compte-rendu de l'exposition de 1874, Alfred-Robert Frigoult de Liesville lui consacre un paragraphe élogieux : « Un jour clair, un peu froid, donnant l’idée qu’un souffle d’air piquant traverse le paysage, luit sur les Pommiers dans les blés, de M. Bougourd, travail consciencieux, d’une observation très-juste, d’une bonne qualité. La fuite perspective des blés, le sentier taché de soleil qui court le long de leurs tiges, sont fort heureusement rendus. Il y a de l’avenir chez M. Bougourd » .
</ref>

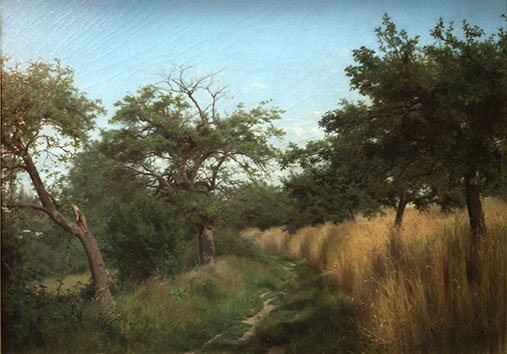
Un chemin dans les blés

Vingt-trois titres désignent des arbres isolés, des vues de forêt ou de parcs. Si Auguste tient à apparaître comme un peintre normand, il refuse pour le Salon le pittoresque et tout ce qui pourrait se rapprocher de la « scène de genre ». Aucune masure, aucune maison à colombage ne semble devoir apparaître dans le répertoire des peintures destinées au Salon. Ce thème est au contraire récurrent dans ses aquarelles et ses dessins, ce qui leur donne un intérêt qu’on peut qualifier d’ethnographique. C’est même le sujet presque exclusif des quelques gravures qui nous sont parvenues, l’artiste s’étant essayé à cette technique à la fin des années 1860, probablement sous l’influence de son beau-frère. Avec un certain succès, puisqu’une de ses œuvres figure dans la deuxième livraison de L'Illustration Nouvelle de 1868,.
Auguste Bougourd réalise de grandes toiles pour accéder à la notoriété, mais il livre sa vraie sensibilité dans ses aquarelles. Des vues de sa ville natale et des bourgades normandes, mais en plus grand nombre, des paysages ruraux et sylvestres, des routes et des chemins déserts, des lieux souvent déshérités : ruines médiévales, marnières ou carrières à chaux. Ici et là, dans ses aquarelles et ses albums de croquis, ce grand bourgeois montre qu’il est sensible aussi au charme d’une coiffe régionale, au geste d’une glaneuse ou d’une femme qui  tourne son café sur le seuil de sa maison. Cette sensibilité presque exclusive à un monde rural pris sur le vif, mais aussi à certains effets d’atmosphère, explique qu’à la fin de sa vie, son ami le critique J-N Gung’l, puisse écrire : « M. Bougourd est demeuré fidèle à ce qui fut l’objet de son culte aux heures de sa jeunesse. Il connut, il aima, il vénéra les Corot, les Diaz, les Dupré, les Rousseau, tous les grands paysagistes qui ont fait la gloire de l’École française. Il en demeure un reflet dans sa manière, où quelque romantisme se mêle à son interprétation très exacte de la nature,. » On aura reconnu dans les vrais maîtres d’Auguste Bougourd, quelques grands noms de l’École de Barbizon.
Entre 1869 et 1890, le nom d’Auguste apparaît également dans les principales expositions normandes à Caen, Évreux et Rouen mais aussi à Amiens. En 1868, le musée de Pau acquiert quatre dessins, des vues des Pyrénées. En 1882, Le Fond du parc, est acquis par la Société des beaux-arts de Caen qui l’offre au musée de la ville,. En 1886 Auguste Bougourd est nommé conservateur du nouveau musée de Pont-Audemer, puis en 1890, officier d'Académie,.

### La période nantaise

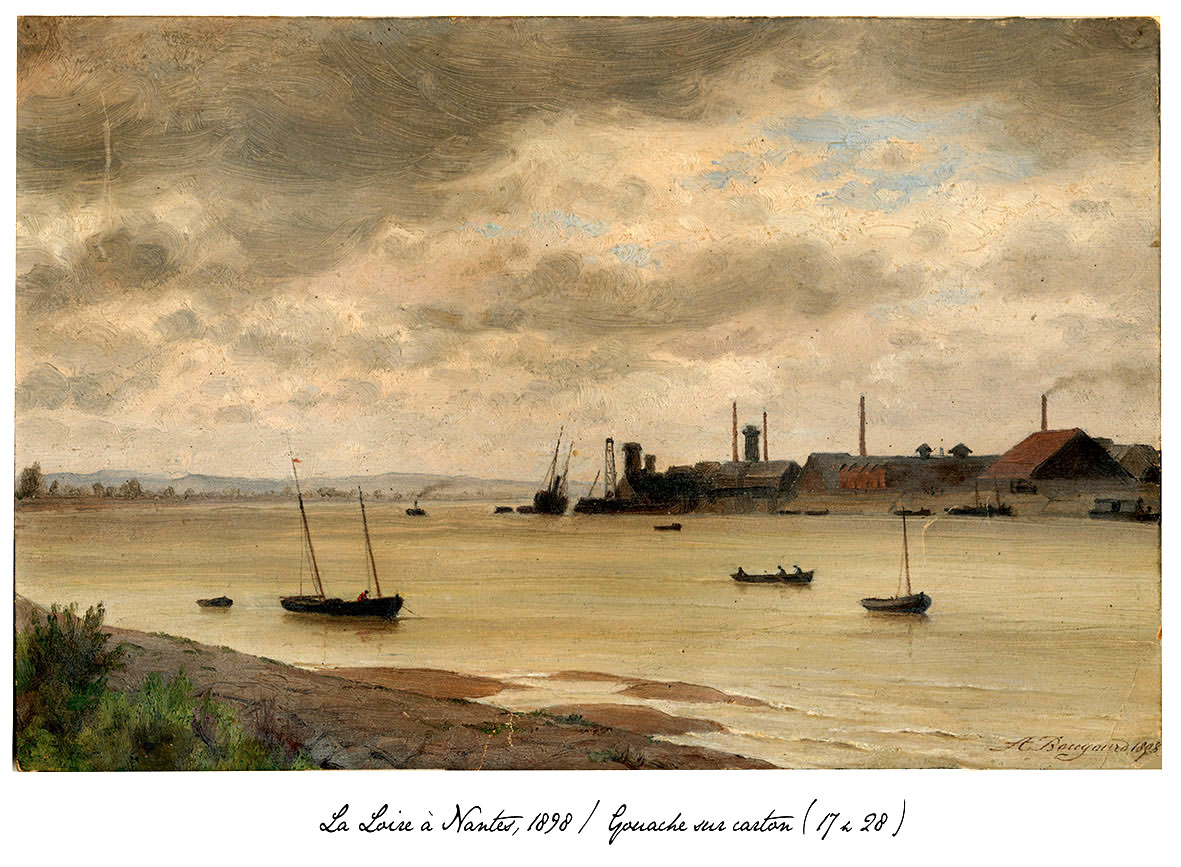
La Loire à Nantes, gouache sur carton, 1898.

L’entreprise Bougourd-Lambert, placée en indivision entre Auguste et sa sœur Laurence, est liquidée à la suite du décès de cette dernière en 1889. En 1892, Auguste Bougourd choisit de s’installer à Nantes.
Auguste va trouver l’occasion d’exercer ses divers talents dans un cercle artistique qui rassemble l’élite de la bourgeoisie nantaise : Le Clou, fondé en 1884. Pour l’historiographe de ce cercle : « Papa Bougourd » est celui « qui a apporté au Clou la tête de Victor Hugo, maestro accompli, dessinateur habile, compose des ballets, des mélodies, des romances exquises.» Figure éminente de ce cercle, il semble moins pratiquer la peinture, mais quelques-uns de ses travaux les plus attachants appartiennent toutefois à cette période : des aquarelles, et surtout de petites huiles, dans lesquelles il ne songe plus à traiter des sujets qui plairaient au Salon, et où la touche se libère.
L’année 1896 marque une seconde rupture dans la vie avec le décès de sa femme bien-aimée. À partir de 1898, il ne fréquente plus Le Clou et fait aussi des séjours fréquents dans le Midi. Il séjourne chez sa fille Hélène à Marseille et à Toulon auprès de son beau-frère Alfred Brunet-Debaines.

### La période tunisienne

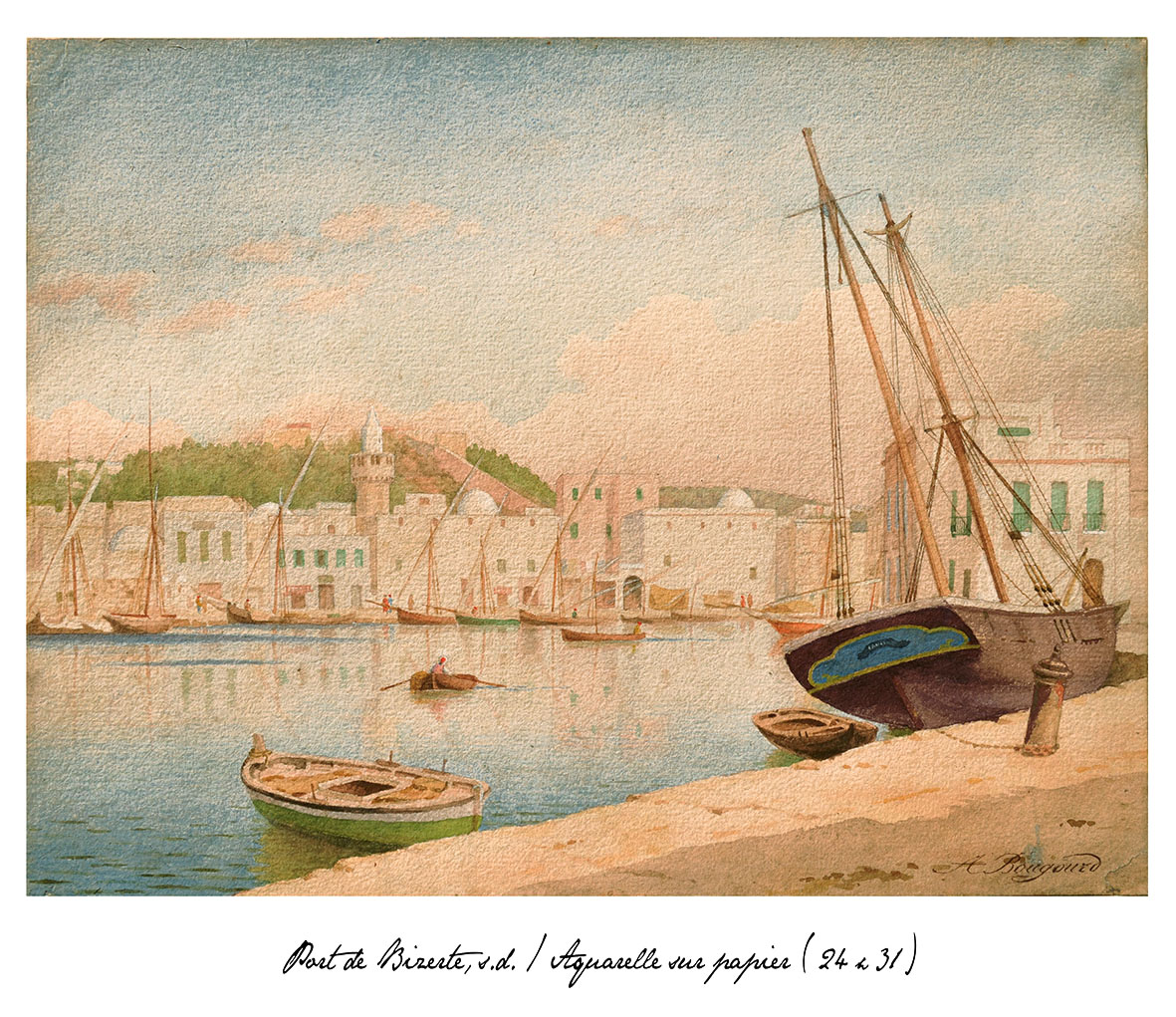
Le port de Bizerte, aquarelle sur papier, vers 1905.

En 1901 il effectue son premier séjour en Tunisie, où ses fils se sont installés : René est propriétaire d’une ferme à Zaghouan (plus précisément à Smindja, à une cinquantaine de kilomètres au sud de Tunis) depuis 1898, tandis que Robert est nommé chef de bataillon dans un régiment de zouaves à Bizerte en octobre 1900. S’ajoute l’opportunité de participer avec sa fille et élève Cécile Bougourd au Salon tunisien, dont Alfred Brunet-Debaines est familier depuis 1897.
De cette époque datent surtout de petites huiles sur carton : coins de cimetière et  ruines romaines où se confrontent le désordre de la nature et la fragilité des constructions, de même que des vues urbaines qui mettent en valeur la pure géométrie de l’architecture indigène. Au Salon tunisien, elles sont particulièrement appréciées par J.-Nic Gung'l qui les trouve « étonnantes de verdeur, de précision et de couleur »,. Durant plusieurs années, les deux peintres multiplient les allers-retours entre France et Tunisie. Sociétaires de l’Institut de Carthage, ils jouent un rôle dans le renouveau de ce salon après en 1905, en particulier en y invitant Alexis de Broca, un ami de la période du Clou nantais,.  
De retour en métropole en 1913, Auguste décède à Toulon le 15 novembre 1917.

## Œuvre
- Chemin le long des blés, Musée Alfred-Canel
- Vallée de Pont-Audemer en 1870, Musée Alfred-Canel
- La place de la ville en 1870, Musée Alfred-Canel